# Weirdmageddon 3: Take Back the Falls
"Weirdmageddon 3: Take Back the Falls" là tập cuối của chương trình hoạt hình Mỹ, Gravity Falls, được tạo bởi Alex Hirsch. Tập phim được viết bởi Shion Takeuchi, Mark Rizzo, Josh Weinstein, Jeff Rowe, và Alex Hirsch, và đạo diễn bởi Stephen Sandoval. Chương trình nói về cặp song sinh 12 tuổi Dipper (lồng tiếng bởi Jason Ritter) và Mabel (lồng tiếng bởi Kristen Schaal), có kỳ nghỉ hè bên bác Stan (lồng tiếng bởi Alex Hirsch) trong Túp lều Bí ẩn ở trong thành phố Gravity Falls, Oregon. Trong tập này, Ford (lồng tiếng bởi J.K. Simmons) phát hiện ra kế hoạch thật sự của Bill Cipher, và những người trong Lều Bí ẩn lập kế hoạch để chống lại Bill. Cuộc đương đầu cuối cùng với Bill cho thấy sự hi sinh số phận của gia đình nhà Pines.
"Weirdmageddon 3: Take Back the Falls" lần đầu chiếu trên kênh Disney XD vào 15 tháng 2 năm 2016, và được theo dõi bởi 2.47 triệu lượt xem ở Mỹ. Tập phim đã trở thành chương trình phát sóng có nhiều lượt xem nhất trên kênh Disney XD.

## Nội dung

### Phần 1: Weirdmageddon 3: Take Back The Falls

#### Mục tiêu của Bill và kế hoạch cứu thị trấn
Dipper, Mabel, Soos, và Wendy thấy các cư dân còn lại của Gravity Falls ẩn trong Lều Bí ẩn, bao gồm: Stan, Candy, Grenda, McGucket, Pacifica, Waddles, Larry King, các thần lùn, Toby, Cảnh sát Blubbs, và nhiều người khác. Stan nói nhờ vòng chắn kì lân mà Dipper và Ford đặt xung quanh lều đã bảo vệ nó khỏi sóng kì quái và tất cả mọi thứ liên quan đến Weirdmageddon. Dipper nói với Stan rằng Ford đã bị bắt bởi Bill (trong tập Weirdmageddon I) và rằng họ có thể không ở lại trong lều mãi mà phải lập kế hoạch cứu Ford. Stan phản bác ý kiến này và cho rằng cả thị trấn này sẽ không có ai bị gì thì TV đưa tin hầu hết người dân đã bị Bill hoá đá để làm ngai vàng. Trong khi những người khác đau lòng khi thấy người thân bị hoá đá và nguyền rủa Bill thì Mabel và Dipper đứng lên thuyết phục họ chiến đấu, cứu bạn bè của họ, nói rằng Bill muốn họ chạy trốn. Dipper nói rằng Ford biết điểm yếu bí mật của Bill, mọi người xầm xì. Chị em Mabel thuyết phục họ phải đoàn kết với nhau, giải cứu Ford, tìm điểm yếu của Bill và cứu lấy thị trấn. Mọi người trở nên rất lạc quan và tích cực hưởng ứng, nhưng Stan phản đối vì nghĩ rằng túp lều là nơi duy nhất an toàn và sẽ  không có cách nào để cứu Ford. McGucket đề xuất kế hoạch, Dipper, Mabel, Soos và Wendy họp bàn bạc với ông.
Bên trong Fearamid, Ford đã trở lại bình thường sau khi bị biến thành vàng, ở trong tầng thượng của Fearamind và bị xích vào sàn. Bill xuất hiện giải thích về sức mạnh siêu nhiên và khả năng điều khiển không-thời gian và hắn không muốn bị trói chân trong thị trấn Gravity Falls mà muốn thống trị thế giới nhưng bị vòng chắn bao quanh thị trấn ngăn cản. Ford cho rằng điều này là do một từ trường tự nhiên đã hình thành do sự kì quái của Gravity Falls, thứ mà ông nghiên cứu trong nhiều năm qua, một trường lực rất mạnh mẽ đến nỗi nó đã tạo ra một rào ngăn cản sự kì quái đi ra ngoài thị trấn và quan trọng hơn là ông biết cách phá vỡ vòng chắn. Bill cố gắng thuyết phục Ford theo hắn để có thế giới tốt đẹp hơn và nói ra cách phá vỡ vòng chắn nhưng Ford nhất quyết không chịu giúp hắn. Hắn quyết định đi tìm công thức phá vỡ vòng chắn trong tâm trí của ông. Ford nhắc Bill là không thể vào tâm trí trừ khi lập thỏa thuận. Bill quyết định tìm điểm yếu của Ford và buộc ông phải thực hiện thỏa thuận này bằng cách tra tấn ông.
Trở lại Lều Bí ẩn, McGucket đưa cho Dipper và Mabel xem bản thiết kế Shacktron, 2 đứa nhóc rất thích thú, Soos nói nên cần súng gươm do cậu rất thích xem anime, McGucket hỏi anime là gì thì Stan ngắt lời và nói kẻ ngốc nào có thể làm được, Mabel chỉ vào mọi người và nói:" Bác đang nói tới những kẻ ngốc này đây." Và tất cả mọi người bắt tay làm robot Shacktron và hoàn thành nó.
Ở ngoài sân Lều Bí ẩn, mọi người ngồi quây quần bên nhau bên đống lửa. Stan không muốn cứu Ford, ông vẫn buồn vì Ford không bao giờ cảm ơn ông. Ông không hiểu làm thế nào Ford là người mang Weirdmageddon đến đây, nhưng ông vẫn được gọi là anh hùng. Dipper nói rằng Ford là một anh hùng vì ông không trốn tránh hiểm nguy nhưng Stan đã đáp lại rằng nếu Ford giấu mình, ông sẽ không sao. Mabel lên tiếng khích lệ tinh thần cho ông bác và cậu em đang căng thẳng và cô khẳng định chắc chắn sẽ thắng.

#### Giành lại thị trấn - Vòng tròn của Bill Cipher
Sáng hôm sau, đoàn người sống sót tiến đến Fearamind.
Trong lúc đó, Bill và bạn bè của mình đang tra tấn Ford bằng cách bắn ông bằng laser. Một đầu khủng long của Shacktron đập xuyên thủng qua bức tường của Fearamid, Bill tỏ ra bực tức vì mới sửa tường xong (vì trước đó bị Time Baby xông vào bằng cách phá tường trong Weirdmageddon II) và ra lệnh các tay sai ra xử lý Shacktron. Soos nói với các tay sai phải bàn giao Ford, nếu không họ sẽ chiến đấu nhưng đám tay sai không đồng ý và giao đấu, Shacktron thắng cuộc. Bill khó chịu vì thất bại của đám tay sai trong khi Ford chúc mừng Dipper và Mabel. Bill nhận ra Ford quan tâm đến cặp song sinh, và tự hỏi nếu tra tấn họ sẽ hiệu quả hơn so với việc tra tấn ông. Ford ngăn cản Bill nhưng bị hắn biến thành bức tượng vàng. Bill bay đến Shacktron và cố gắng đè bẹp nó với một nắm tay khổng lồ nhưng lại bị vòng chắn kì lân bảo vệ. 
Shacktron sử dụng cánh tay khủng long để móc mắt của Bill.
Lợi dụng cơ hội đó, nhóm giải cứu gồm Dipper, Mabel, Stan, Soos, McGucket, Wendy, Pacifica, và Sheriff Blubs, bay ra khỏi Shacktron, sử dụng dù để hạ cánh bên trong Fearamid. Mabel sử dụng dây móc treo của cô để tới ngai vàng và tìm thấy Ford. Stan hét bảo cô ôm lấy Ford và rời khỏi, nhưng Dipper nói rằng họ không biết làm thế nào để đưa Ford trở lại bình thường. Gideon (bị Bill tóm trước đó) nói phải kéo tay Tyler là trụ của ghế ra thì mới giải thoát cho người dân và Ford. Mabel làm theo và người dân được trả tự do, và Ford đã hết hoá vàng. Ông gặp McGucket lần đầu tiên kể từ khi ông rời kế hoạch Cánh cổng Vũ trụ 30 năm trước và McGucket tha thứ cho Ford. Dipper và Mabel hỏi Ford điểm yếu của Bill là gì.  Ford cầm bình xịt vẽ màu vẽ Bill Cipher Wheel và giải thích ông phát hiện ra bản vẽ vào nhiều năm trước nhưng lúc đầu bác bỏ vì hơi mê tín và nhận ra bây giờ là quan trọng. Ford nói Dipper để đi đến cây thông và Mabel đi đến ngôi sao băng. Biểu tượng lạc đà là Pacifica, trái tim là Robbie, mắt kính là McGucket, ngôi sao là Gideon, dấu hỏi là Soos, túi đá là Wendy, 6 ngón tay là Ford và lưỡi liềm là Stan.
Bill bên ngoài đã hạ được Shacktron.
Ford bảo tất cả người dân nên ra ngoài và nhận ra chỉ còn một người còn lại có biểu tượng trong vòng tròn: Stan. Ông bảo Stan đi vào Vòng tròn, nhưng Stan vẫn còn hoài nghi. Stan nói với mọi người rằng ông không phải là kẻ thù, và Ford mới là người gây ra mọi chuyện nhưng Stan cuối cùng đã đồng ý, nhưng chỉ khi Ford cảm ơn ông đã dành 30 năm đưa ông trở lại vào không gian này. Ford miễn cưỡng cảm ơn và Stan bước vào, đứng giữa Ford và Soos. Stan cằn nhằn:"Giữa tôi và nó (Ford), nó là đứa kiêu ngạo hơn tôi." Nhưng Ford sửa chữa lỗi ngữ pháp "Giữa nó và tôi." Thì Stan tức giận đẩy Ford và hai người định đánh nhau, Dipper và Mabel chạy ra ngăn cản,phá vỡ các liên kết của Vòng tròn.
Bill xuất hiện ở lối vào Fearamid, gây ngạc nhiên cho họ.